# Цервицит
Цервицит — воспалительное заболевание шейки матки. Выделяют несколько разновидностей в зависимости от места локализации и вызвавшего процесс микроорганизма. О наличии или отсутствии заболевания судят по результатам анализов и количеству выявленных патогенных агентов, занесенных, обычно, извне, например, при половом контакте. Хроническое течение заболевания может способствовать развитию утолщения или же истончению слизистого и других слоев шейки матки и стать пусковым механизмом для распространения инфекционных заболеваний.

## В современной классификации (с 2006)
- А54.0 Гонококковый цервицит
- A56.0 Хламидийный цервицит
- N72.0 Воспалительная болезнь шейки матки

Механические повреждения шейки могут также играть роль в формировании заболевания.

## Диагностика
Диагностические признаки:
- гнойный или слизисто-гнойный экссудат из цервикального канала;
- постоянная кровоточивость при бережном прохождении ватным тампоном через цервикальный канал.

Часто заболевание протекает бессимптомно, но некоторые женщины жалуются на патологические боли и межменструальные вагинальные кровотечения. Цервицит может сопровождаться эндометритом, поэтому у женщин с новым эпизодом цервицита следует оценивать признаки ВЗОМТ (воспалительные заболевания органов малого таза), а также проводить тестирование на хламидию и гонорею методом ПЦР, на наличие бактериального вагиноза и трихомониаз. Поскольку чувствительность микроскопии для обнаружения трихомонады является относительно низкой (примерно 50 %), симптомные женщины с цервицитом
при отрицательной микроскопии для обнаружения трихомонад должны проходить дальнейшее тестирование (культуральный метод или ПЦР). Наличие > 10 лейкоцитов в поле зрения в вагинальном содержимом в отсутствие трихомониаза может указывать на цервицит хламидийной этиологии.